# نابنط هجين
نابنط هجين (الاسم العلمي:Nepenthes x hybrida) هو نوع هجين غير مؤكد من النباتات يتبع جنس النابنط من الفصيلة النابنطية.